# Йезуитски постройки и ферми в Кордоба
Йезуитските постройки и ферми в Кордоба (на испански: Manzana Jesuítica y Estancias de Córdoba) са комплекс от култови и стопански постройки – ферми (естансии), построени от йезуитите в гр. Кордоба и неговата околност, Аржентина. Обявени са за обект на Световното културно наследство от ЮНЕСКО през 2000 г.
В комплекса влизат т.нар. Manzana Jesuítica, включваща Университета в Кордоба, един от най-старите в Южна Америка, Националния колеж „Nuestra Señora de Monserrat“, църква и жилищни сгради, както и пет естансии в околностите на Кордоба: Кароя (Estancia de Caroya), Хесус Мария (Estancia de Jesús María), Санта Каталина (Estancia de Santa Catalina), Алта Грасиа (Estancia de Alta Gracia) и Канделария (Estancia de La Candelaría).
Комплексът е изграден през 1615 г., но е изоставен от йезуитите, след като през 1767 г. са изгонени от испанските владения в Америка. Жилищните и стопанските сгради са управлявани от Ордена на францисканците до 1853 г., когато йезуитите се завръщат в Северна и Южна Америка. Само една година по-късно обаче учебните заведения на комплекса са национализирани.
Всяка естансия има своя църква и жилищни и стопански сгради. Около някои от тях възникват градове – като Alta Gracia. Естансията Сан Игнасио (Estancia San Ignacio) е разрушена и вече не съществува.
След обявяването на комплекса за културно наследство, обектите са достъпни и отворени за туристически посещения.